# Auguste Dumon
Auguste Joseph Dumon (Doornik, 30 april 1819 - Brussel, 20 september 1892) was een Belgisch industrieel en liberaal en vervolgens katholiek volksvertegenwoordiger en minister.

## Biografie

### Familie
Auguste Dumon was een zoon van senator Augustin Dumon, burgemeester van Doornik, gouverneur van Henegouwen en voorzitter van de Senaat, ook genaamd Dumon-Dumortier, door de koppeling van de naam van zijn echtgenote, Marie Dumortier (1797-1871). Hij was een broer van Henri Dumon, gemeenteraadslid van Doornik en senator.
Hij trouwde in 1850 in Viroinval met Marie-Léonie Licot (1830-1920), dochter van Michel Licot, 'maître des forges', gemeenteraadslid van Chimay en burgemeester van Nismes. Ze kregen een dochter, met afstammelingen tot heden.
Hij was een schoonbroer van graaf Antoine Hennequin de Villermont, historicus en gedeputeerde van Namen, en Augustin Licot, volksvertegenwoordiger

### Carrière
Dumon studeerde aan de Militaire School in Brussel. Hij doorliep hij een curriculum binnen het Belgische leger, en zwaaide af als kapitein bij de genie in 1849. Later dat jaar werd hij verkozen tot liberaal volksvertegenwoordiger voor het arrondissement Doornik, een mandaat dat hij vervulde tot in 1857. In 1855 werd hij als minister van Openbare Werken opgenomen in de unionistische regering-De Decker, die aanbleef tot eind 1857. In 1856 evolueerde hij richting de Katholieke Partij.
Hij verliet de politiek om een winstgevende loopbaan uit te bouwen in de ondernemingswereld. Zo was hij:
- bestuurder van verzekeringsmaatschappij Royale Belge,
- bestuurder van de S.A. pour la fabrication de l'acier par les procédés Chenot en France,
- bestuurder van de S.A. de Construction de Tubize,
- bestuurder van Compagnie immobiliaire de Belgique,
- bestuurder van de S.A. des carrières de porphyre de Quesnast (voorzitter in 1873),
- bestuurder van de Société du chemin de fer de Lokeren à la frontière des Pays-Bas par Zelzaete,
- voorzitter van de Banque de l'Union,
- bestuurder van de Union du Crédit d'Anvers,
- bestuurder van de Société générale d'exploitation de chemins de fer (voorzitter in 1867),
- voorzitter van de Compagnie du canal de la Lys à l'Yperlée,
- bestuurder van de S.A. des tramways Liègeois.